# La Chorale des garçons
Pour plus de détails, voir Fiche technique et Distribution.
La Chorale des garçons (独立少年合唱団, Dokuritsu shōnen gasshō-dan) est un film japonais réalisé par Akira Ogata, sorti en 2000.

## Synopsis
Au début des années 1970, deux orphelins se rencontrent dans une chorale et se lient d'amitié.

## Fiche technique
- Titre : La Chorale des garçons[1]
- Titre original : 独立少年合唱団 (Dokuritsu shōnen gasshō-dan?)
- Réalisation : Akira Ogata
- Scénario : Kenji Aoki
- Musique : Shin'ichirō Ikebe
- Photographie : Masami Inomoto
- Montage : Shūichi Kakesu
- Décors : Hidefumi Hanatani
- Production : Takenori Sentō
- Société de production : Bandai Visual, Suncent CinemaWorks et WOWOW
- Pays de production :  Japon
- Langue originale : japonais
- Genre : Drame et film musical
- Durée : 129 minutes[2]
- Dates de sortie : 
  - Japon : 28 octobre 2000[2]
  - France : 6 novembre 2008 (DVD)

## Distribution
- Atsushi Itō : Michio Yanagida
- Sora Tōma : Yasuo Ito
- Teruyuki Kagawa : Seino
- Ryōko Takizawa : Satomi
- Ken Mitsuishi : l'oncle de Michio
- Reita Serizawa : Tanaka
- Jun Kunimura : le père de Michio
- Shigeru Izumiya : Kiba
- Kihachi Okamoto : le directeur de l'école
- Kae Minami
- Osamu Shigematu : le médecin

## Distinctions
Sauf indication contraire, les informations mentionnées dans cette section peuvent être confirmées par la base de données cinématographiques IMDb,  présente dans la section « Liens externes ».

### Récompenses
- 2000 : prix Alfred-Bauer lors de la Berlinale[3]
- 2000 : prix du nouveau réalisateur de la Directors Guild of Japan pour Akira Ogata[4]
- 2001 : grand prix du jury lors du festival international du premier film d'Annonay[5]
- 2001 : prix Blue Ribbon du meilleur acteur dans un second rôle pour Teruyuki Kagawa (conjointement pour le film Suri)[6]
- 2001 : prix Kinema Junpō du meilleur acteur dans un second rôle pour Teruyuki Kagawa
- 2001 : Grand prix Sponichi du nouveau talent pour Akira Ogata et du meilleur acteur dans un second rôle pour Teruyuki Kagawa (conjointement pour le film Suri) lors des prix du film Mainichi[7]
- 2001 : prix du meilleur nouveau réalisateur pour Akira Ogata lors des Japanese Professional Movie Awards[8]
- 2001 : prix du meilleur acteur dans un second rôle pour Teruyuki Kagawa (conjointement pour le film Suri), de la révélation de l'année pour Sora Tōma, du meilleur nouveau réalisateur pour Akira Ogata et de la meilleure photographie pour Masami Inomoto lors du festival du film de Yokohama

### Sélections
- 2000 : le film est présenté en sélection officielle en compétition lors de la Berlinale[9]